# 無監督學習
無監督學習（英語：unsupervised learning），又稱非監督式學習，是機器學習的一種方法，沒有給定事先標記過的訓練範例，自動對輸入的資料進行分類或分群。無監督學習的主要運用包含：聚类分析（cluster analysis）、關聯規則（association rule）、維度縮減（dimensionality reduce）。它是監督式學習和強化學習等策略之外的一種選擇。
一個常見的無監督學習是数据聚类。在人工神經網路中，生成對抗網絡（GAN）、自組織映射（SOM）和適應性共振理論（ART）則是最常用的非監督式學習。
ART模型允許叢集的個數可隨著問題的大小而變動，並讓使用者控制成員和同一個叢集之間的相似度分數，其方式為透過一個由使用者自定而被稱為警覺參數的常數。ART也用於模式識別，如自動目標辨識和數位信號處理。第一個版本為"ART1"，是由卡本特和葛羅斯柏格所發展的。

## 方法
非監督式學習常使用的方法有很多種，包括：
- 分群法
  - K-平均演算法
  - 混合模型
  - 層次聚類
- 異常檢測
- 自編碼
- 深度置信网络（英语：Deep belief network）
- 赫布學習
- 生成對抗網路
- 自組織映射
- 學習潛在變數模型的方法
  - 最大期望演算法
  - 矩估計
  - 盲信號分離技術，例如：
    - 主成份分析
    - 獨立成份分析
    - 非負矩陣分解（英语：Non-negative matrix factorization）
    - 奇異值分解

## 另見
- 無監督式學習網路
- 人工神經網路
- 數據聚類
- 最大期望演算法